# Équipe d'Angleterre féminine de football
Cet article traite de l'équipe féminine. Pour l'équipe masculine, voir Équipe d'Angleterre de football.
Maillots
L'équipe d'Angleterre féminine de football (en anglais : « England women's national football team ») est l'équipe nationale qui représente l'Angleterre dans les compétitions majeures de football féminin : la Coupe du monde et le Championnat d'Europe. Elle est gérée par la Fédération anglaise de football (FA). Son premier match officiel a lieu en 1969. Alors que la plupart des équipes nationales à travers le monde représentent un État indépendant, les quatre Home Nations qui forment le Royaume-Uni sont chacun représentés par une équipe nationale distincte au cours des tournois internationaux. Ses joueuses sont sélectionnées selon les conditions d'admissibilité en sélection d'un joueur britannique.
L'équipe d'Angleterre féminine est l'une des équipes les plus anciennes de l'histoire du football féminin. Elle participe aux éditions non-officielles des compétitions mondiales (Mundialito) et européennes (Coupe d'Europe). Les Lionesses se qualifient pour 7 Mondiaux, atteignant les quarts de finale en 1995, 2007 et 2011, terminant quatrième en 2019, troisième en 2015 et finaliste en 2023. L'Angleterre est sur le point de co-organiser la Coupe du monde 2035 avec l'Irlande du Nord, l'Écosse et le Pays de Galles, ce qui leur vaut une qualification automatique en tant que co-organisateurs.
L'Angleterre a atteint la finale de l'Euro en 1984 et 2009. Elle a remporté le titre en 2022, marquant ainsi la première fois depuis 1966 qu'une équipe senior anglaise remportait un championnat majeur. Elle a conservé son titre en 2025, marquant ainsi la première fois qu'une équipe senior anglaise remportait un tournoi majeur à l'extérieur.
Le football féminin est longtemps mis à l'index en Angleterre puisque tout match officiel y est interdit jusqu'en 1971, et qu'à partir de 1921, les clubs affiliés à la Football Association ont interdiction d'accepter les femmes sur leurs terrains, y compris pour des entraînements. Toutefois, le sport a continué de grandir de l'ombre de la Fédération. Sarina Wiegman est sélectionneure de l'équipe depuis 2021. En juin 2025, la sélection occupe la 5e place du classement FIFA.

## Histoire

### L'Angleterre, racines du football féminin

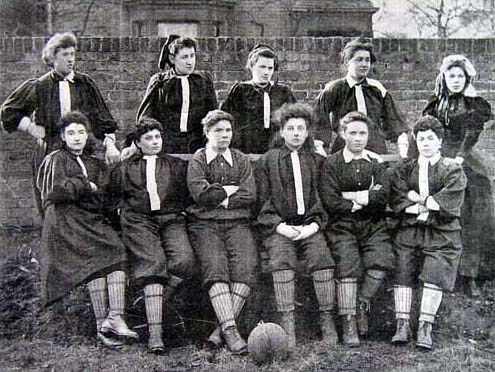
L'équipe du Nord de Londres en 1895.

Les femmes jouent au football depuis la fin du XIXe siècle en Angleterre et en Écosse. En 1884, on trouve ainsi la trace d’une rencontre à Wimbledon. Le 23 mars 1895, sous la houlette de Nettie Honeyball, un match de prestige opposant le Nord et le Sud de Londres est organisé dans le quartier de Crouch End. Les Nordistes s'imposent 7-0.
Le 25 décembre 1917, la formation anglaise de Preston, les Dick-Kerr's Ladies, fondé en 1915, joue son premier match officiel. 10 000 spectateurs assistent à ce match au profit des soldats de la Première Guerre mondiale.
Le premier match international entre les Dick-Kerr's Ladies et une sélection des meilleures joueuses françaises a lieu le 29 avril 1920. Ce match déplace plus de 25 000 spectateurs à Manchester. La France gagne 2-0 et boucle cette première tournée anglaise avec deux victoires, un nul et une défaite. Les Anglaises se déplacent ensuite en France en octobre 1920. 12 000 spectateurs assistent au stade Pershing de Paris au match retour du précédent. Un match nul 1-1 sanctionne cette partie. Les Anglaises disputent dans la foulée trois matchs en province (Roubaix, Le Havre, Rouen) face à des sélections locales.
En 1921, 150 équipes féminines sont recensées en Angleterre. Les Dick-Kerr's Ladies font une tournée triomphale à travers le pays avec un record d'affluence à Goodison Park (53 000 spectateurs). En mai, une nouvelle tournée anglaise a lieu pour l'équipe de France. Les Bleues s'imposent lors de leur premier match (5-1), puis encaissent trois courtes défaites. En octobre, les anglaises font de même, mais en deux rencontres aucun but n'est inscrit.
Le 5 décembre 1921, la Fédération anglaise bannit le football féminin de ses terrains, sur la raison que le jeu est de mauvais goût. En réaction, la Ladies Football Association est fondée et regroupe soixante clubs.
En 1947, dix-sept clubs de football féminin sont actifs en Angleterre au moment où des matchs de charité France-Angleterre commencent à être organisés et ce jusqu'en 1951. À cette date, dix nouveaux clubs anglais rejoignent le groupe actif.
En 1969, l'équipe est invitée à participer au premier « Championnat d'Europe », petit tournoi non officiel, les 1er et 2 novembre en Italie. Quatre équipes sont présentes. L'équipe d'Angleterre affronte en demi-finale le club danois du Boldklubben Femina et s'incline malgré le triplé de l'anglaise Sue Lopez (4-3). Dans le match pour la troisième place, joué le même jour, les joueuses d'Outre-Manche s'imposent face à la France (2-0) grâce à Tungate et Lopez, qui finit meilleure buteuse de la compétition. En fin d'année, un article du journal sportif français Miroir Sprint appelle à la création d'une Fédération française. Les anglaises suivent cette voie en fondant la Women's Football Association qui regroupe 44 clubs,. Un mois plus tard, la Fédération anglaise reconnaît le football féminin et 54 clubs sont recensés en Angleterre.

### Débuts officiels (années 1970)
En juillet 1970, l'équipe d'Angleterre dispute la première édition, non officielle et non reconnue par la FIFA, de la Coupe du monde féminine, toujours en Italie. En quart-de-finale, l'Angleterre bat l'Allemagne (5-1), avant de s'incliner au tour suivant, à nouveau face aux Danoises du BK Femina (2-0). Dans le match pour la troisième place, les Anglaises s'inclinent face au Mexique, seule équipe non-européenne de la compétition (3-2).
En août 1971, une seconde Coupe du monde non officielle a lieu au Mexique. Une phase de qualification européenne est organisée deux mois plus tôt en Italie pour déterminer les quatre équipes qui seront du voyage. Placée dans la poule A, l'Angleterre s'incline lourdement face aux Italiennes dans le premier match joué à Trapani (7-0), avant d'obtenir sa qualification en dominant l'Autriche à Syracuse (3-0). En Amérique du Nord, les Anglaises sont placées dans la poule locale avec l'Argentine et le Mexique et s'inclinent deux fois, respectivement 4-1 et 4-0. Dans le match de classement pour la cinquième place au Guadalajara, un nouveau France-Angleterre a lieu. Le doublé de Janice Barton ne suffit pas et les Anglaises s'inclinent (3-2).
En 1979, le second Championnat d'Europe non officiel réunit douze équipes. Placée dans la poule B en compagnie de la Finlande et de la Suisse, l'Angleterre remporte ses deux matchs (respectivement 3-1 et 2-0). En demi-finale, les Anglaises sont battues par l'Italie (3-1) avant de rater la troisième place en s'inclinant aux tirs au but contre la Suède (0-0, tab 4-3).

### Une des meilleures équipes d'Europe (années 1980)
Le premier véritable tournoi européen, officiel celui-là, est organisé sous l'égide de l'UEFA et se déroule entre 1982 et 1984. Au tour préliminaire, l'Angleterre domine le groupe 2 uniquement composé de sélections britanniques, inscrivant 24 buts en n'en concédant qu'un seul. Contrairement aux suivantes, cette première édition ne comprend pas de phase finale, les demi-finales et la finale se disputant en matches aller-retour (à domicile et à l'extérieur). En demi-finales, l'Angleterre bat le Danemark à deux reprises, 2-1 à Crewe puis 1-0 à Hjørring, rejoignant ainsi les Suédoises en finale. Göteborg accueille la première manche, le 21 mai 1984, une rencontre au cours de laquelle Pia Sundhage inscrit le seul but du match pour les Suédoises. Le match retour se déroule à Luton, six jours plus tard, dans des conditions climatiques difficiles. Linda Curl marque le but de la victoire pour l'Angleterre en toute fin de match. Victoire au goût amer puisque, à égalité parfaite sur l'ensemble des deux rencontres, les deux équipes doivent encore jouer un séance de tirs au but. Les Anglaises ratent alors le coche : après un arrêt réalisé par la gardienne suédoise, Sundhage donne le titre européen aux Scandinaves,,.
Comme lors de l'édition précédente, le groupe 2 du tour préliminaire du Championnat d'Europe 1987 est entièrement britannique. L'Angleterre se qualifie en remportant le groupe haut la main, écrasant notamment deux fois l'Irlande du Nord (7-1 puis 10-0) et n'encaissant que deux buts sur l'ensemble des éliminatoires. En demi-finale, l'Angleterre retrouve la Suède, son adversaire en finale trois ans plus tôt. À domicile, les Scandinaves marquent le but de la victoire au cours de la prolongation (3-2). Deux jours plus tard, à Drammen, l'Italie dispose de l'Angleterre dans le match pour la troisième place,,.
Le groupe éliminatoire des Anglaises pour l'Euro 1989 est relevé, avec la Norvège, tenante du titre, le Danemark et la Finlande. Après deux victoires, elles sont défaites chez les Danoises (2-0) puis les Norvégiennes (2-0). Malgré un match nul en Finlande (1-1), l'Angleterre a son destin entre ses mains lors du dernier match contre la Norvège à Blackburn pour obtenir la deuxième place qualificative du groupe (un score nul suffit). Mais les Anglaises s'inclinent nettement 1-3 et ce sont les Norvégiennes qui se qualifient,,.

### Confirmation difficile (années 1990)
Après avoir manqué la qualification deux ans auparavant, l'Angleterre retrouve la Norvège et la Finlande dans le groupe 3 des éliminatoires pour le Championnat d'Europe 1991. Les Anglaises se qualifient derrière les Norvégiennes après le nul 0-0 arraché en Finlande qui les assurent de la seconde place. En quart-de-finale, l'Allemagne l'emporte 6-1 sur l'ensemble des deux matches face à l'Angleterre : 4-1 à High Wycombe puis 2-0 à Bochum,. Les Lionesses ratent par la même occasion la qualification pour la première Coupe du monde en 1991, les places revenant aux quatre demi-finalistes et au meilleur quart-de-finaliste de l'Euro.
L'Angleterre passe facilement la phase préliminaire de l'Euro 1993 en remportant ses quatre matchs de poule contre Islande et l’Écosse. En quart-de-finale, l'équipe s'incline 3-2 en Italie et 3-0 à Rotherham,,.
En 1995, Championnat d'Europe et Coupe du monde ont lieu. L'Angleterre, dont la nouvelle Premier League permet aux joueuses de progresser, fait partie des favoris. Les matches passent de 80 à 90 minutes ce qui provoque bon nombre de scores fleuves en éliminatoires. L'Angleterre bat notamment la Slovénie à deux reprises sur le score de 10-0 et passent le premier tour sans enregistrer la moindre défaite. Les Anglaises battent ensuite l'Islande, deux fois 2-1, avant que l'Allemagne ne dispose facilement d'elles, 4-1 à Watford et 2-1 à Bochum, en demi-finale,,. En perdant à ce stade de la compétition, les Lionesses sont tout de même qualifiées pour leur première Coupe du monde en juin de la même année. L'Angleterre atteint aisément les quarts de finale en obtenant la seconde place de son groupe derrière la Norvège. Mais l'équipe est encore éliminée par l'Allemagne, futur finaliste, (3-0).
Lors du Championnat d'Europe 1997, l'Italie termine en tête du groupe 3 de la phase préliminaire avec un point d'avance sur l'Angleterre et se qualifie directement. Les deuxièmes et troisièmes de groupe s'affrontent en barrages pour se disputer les quatre places restantes. L'Angleterre est le seul second à chuter face un troisième, à savoir l'Espagne, qui s'impose 2-1 à domicile après avoir arraché le match nul 1-1 outre-Manche,,.
Les Anglaises ne participent pas au Mondial 1999. En effet, elles terminent à la dernière place de leur groupe de qualification, composé d'équipes confirmées (Norvège, Allemagne et Pays-Bas), avec une seule victoire à domicile contre les Néerlandaises,.

### Ère Hope Powell (1998-2013)
Lors des qualifications pour le Championnat d'Europe 2001, l'Angleterre ne résiste pas à la Norvège, future championne olympique. Lors des barrages, les Anglaises éliminent l'Ukraine (4-1), devenant ainsi la seule équipe non-qualifiée en 1997 à atteindre la phase finale. Mais les Lionesses ne peuvent passer la phase de poule,,.
Lors de la saison 2001-2002, l'Angleterre se qualifie pour les play-offs dans le but de participer à la Coupe du monde 2003. L'équipe passe le premier obstacle islandais (2-2, 1-0) grâce à un doublé de Karen Walker à l'aller puis un but d'Amanda Barr au retour à Birmingham. En finale de barrage, l'équipe s'incline deux fois sur la plus petite des marques face à la France et échoue dans sa qualification au Mondial. À Londres, Marinette Pichon offre une première victoire aux françaises. Pour le second match à Saint-Étienne, Corinne Diacre marque au stade Geoffroy-Guichard devant 22 000 spectateurs,.
Accueillant le Championnat d'Europe 2005, l'Angleterre est qualifiée d'office. Le match d'ouverture, victoire de l'Angleterre 3-2 contre la Finlande au City of Manchester Stadium, attire 29 092 supporteurs, ce qui constitue un record pour un match international féminin en Europe. La BBC diffuse les trois matches de groupe des anglaises. Par la suite, le Danemark bat l'Angleterre 2-1 à l'Ewood Park de Blackburn. Les Anglaises ont donc besoin d'un match nul pour se qualifier. Mais les locales sont à nouveau défaites, dans le même stade, par les Suédoises cette fois-ci (1-0). Plus de 3,5 millions de téléspectateurs regardent la nation organisatrice s'incliner face à la Suède, soit 20 % de l'audience britannique un samedi soir,,.
L'Angleterre prend sa revanche sur la France, quatre ans plus tard, lors des éliminatoires du Mondial 2007. En effet, elle devance les Françaises en phase de groupe en perdant leurs seuls points contre les Bleues avec deux matchs nuls. Dès le second match, les Lionesses l'emportent 13-0 contre la Hongrie, ce qui était la plus large victoire de l'histoire de l'équipe d'Angleterre de football féminin avant un 20-0 infligé à la Lettonie en éliminatoires de la Coupe du monde 2023. En Chine, les anglaises terminent deuxième du Groupe A sans concéder de défaite dont un 0-0 face aux allemandes, tenantes du titre et futures vainqueurs, et une victoire 6-1 face à l'Argentine. En quart-de-finale, les joueuses d'Outre-Manche s'inclinent 3-0 face aux États-Unis.
En janvier 2007, l'Angleterre participe au Tournoi des 4 Nations, organisés chaque année à Guangzhou en Chine. Les anglaises terminent dernière de cette poule de quatre en ayant seulement perdu contre le pays hôte (2-0) et tenu tête aux États-Unis (1-1) et à l'Allemagne (0-0).

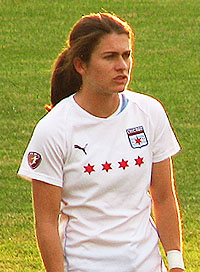
Karen Carney, meilleure passeuse de l'Euro 2009.

Lors du Championnat d'Europe 2009, l'Angleterre se qualifie à l'issue de la phase de poule en tant que meilleur troisième du Groupe C. Les Lionesses mettent ensuite fin au bon parcours du pays hôte, la Finlande (3-2). Dans le dernier carré, les Néerlandaises résistent longtemps aux Anglaises avant de craquer après prolongation (2-1) à Tampere. Le Stade olympique d'Helsinki est l'écrin de la finale Angleterre-Allemagne, où la capitaine allemande Birgit Prinz et sa coéquipière Melanie Behringer marquent coup sur coup, mais Karen Carney réduit l'écart dans la foulée. Au retour des vestiaires, la jeune Kim Kulig donnait de l'air aux siennes mais Kelly Smith replace les Anglaises dans la course. Finalement, deux buts d'Inka Grings et un autre signé Prinz assurent le nouveau sacre allemand,,. L'attaquante anglaise Karen Carney est la joueuse ayant délivré le plus de passes décisives avec quatre passes.
Lors de la saison 2009-2010, l'Angleterre termine en tête de sa poule de qualification pour la Coupe du monde 2011 en Allemagne, à la lutte avec l'Espagne. En match de barrage, les anglaises s'imposent 2-0 puis 3-2 contre la Suisse et se qualifient pour leur troisième Mondial. Sortie de la phase de groupe du Mondial sans encombre, les Lionesses rencontrent la France en quart-de-finale et s'inclinent aux tirs au but à la BayArena de Leverkusen (1-1, tab 4-3). Les joueuses d'Outre-Manche sortent ainsi de la compétition sans avoir perdu un match.
Lors des éliminatoires du Championnat d'Europe 2013, l’Angleterre décroche la première place du Groupe 6 devant les Pays-Bas. L'équipe de Hope Powell aborde la phase finale parmi les favorites. En effet, après avoir atteint la finale du dernier Euro, les quarts de finale de la Coupe du monde et, sous la bannière de la Grande-Bretagne, le même stade du tournoi olympique, elle reste sur une invincibilité de onze rencontres avant son voyage en Suède. Mais l'Angleterre s'incline 3-2 contre l'Espagne au premier match, avant d'arracher un nul 1-1 contre la Russie et de s'incliner 3-0 contre une équipe de France pourtant remaniée. Hope Powell démissionne alors de son poste de sélectionneuse de l'équipe d'Angleterre féminine après quinze ans à sa tête.

### Ère Mark Sampson (2013-2017)
En 2013, après un Euro catastrophique, Mark Sampson rejoint la sélection anglaise comme entraîneur. Avec lui, l'équipe nationale anglaise connaît une belle progression. Elle réalise lors de la Coupe du monde 2015 le meilleur parcours de son histoire. Après une défaite initiale (0-1) contre la France, elle s'impose successivement contre le Mexique puis la Colombie pour finir 2e de son groupe, derrière les Françaises. En huitièmes, les Anglaises éliminent la Norvège après avoir été menées au score. En quart, les Anglaises réussissent à faire chuter le Canada, pays organisateur, après une première mi-temps particulièrement aboutie. En demi-finale, elles s'inclinent en toute fin de match sur un but contre son camp de Laura Bassett face au Japon, le tenant du titre, et obtiennent le droit de disputer le match pour la 3e place contre l'Allemagne. Les protégées de Mark Sampson l'emportent 1-0 en prolongations grâce à un but sur pénalty de Fara Williams et terminent ce Mondial sur le podium.
Lors de l'Euro 2017, l'Angleterre fait forte impression lors du 1er tour en étant la seule équipe avec les Pays-Bas, la nation hôte, à avoir remporté ses trois rencontres de poule, dont un cinglant 6-0 infligé à l'Écosse. Lors des quarts de finale, les Anglaises éliminent la France (1-0), grâce à un but de leur attaquante Jodie Taylor, une grosse performance étant donné que l'Angleterre n'avait plus battu la France depuis 1974. Opposées aux futures lauréates Néerlandaises en demi-finale, les Anglaises passent à côté de leur match et s'inclinent lourdement (0-3), la faute notamment à un manque de réalisme offensif et des erreurs défensives sur les deux derniers buts. Cette défaite les prive d'une troisième finale de championnat d'Europe, après celles perdues de 1984 et 2009.

### Ère Phil Neville (2018-2021)
Lors de la Coupe du monde 2019, l'Angleterre termine en tête de sa poule avec 3 victoires (2-1 contre l'Écosse, 1-0 contre l'Argentine puis 2-0 contre le Japon, son concurrent direct à la première place du groupe). Les Lionesses écartent ensuite le Cameroun en 1/8e de finale (3-0), puis la Norvège sur le même score en quarts de finale et sont opposées aux États-Unis en demi-finale. Face aux tenantes du titre et futures vainqueures de la compétition, les Anglaises s'inclinent sur le score de 2-1 et pourront nourrir des regrets, la capitaine Stephanie Houghton ayant manqué un penalty décisif à la 84e minute qui auraient pu permettre aux Lionesses de revenir dans le match et arracher les prolongations. Ce penalty manqué représente en outre le 3e penalty anglais raté durant la compétition sur 4 tentatives. L'Angleterre s'incline finalement sur le même score lors du match pour la 3e place face à la Suède.

### Ère Sarina Wiegman (2021-)
Le 14 août 2020, la FA a annoncé qu'elle avait conclu un accord de quatre ans avec la sélectionneuse néerlandaise en poste, Sarina Wiegman, qui a accepté de prendre en charge l'équipe à partir de septembre 2021, devenant ainsi la première sélectionneuse permanente non britannique des Lionnes,. Le 30 novembre 2021, lors des qualifications pour la Coupe du monde de la FIFA 2023, Ellen White est devenue la meilleure buteuse de l'histoire de l'Angleterre (dépassant Kelly Smith), lors d'une victoire 20-0 sur la Lettonie, au cours de laquelle elle a inscrit un triplé. Ce match a permis de battre plusieurs records puisque trois autres joueuses ont réalisé un triplé (Mead, Hemp (4 buts) et Russo), marquant ainsi la première fois que quatre joueuses ont réalisé un triplé dans un match de l'équipe féminine d'Angleterre. Ce match a également été la plus grande victoire de l'équipe d'Angleterre senior féminine et masculine, dépassant la victoire 13-0 de l'équipe féminine contre la Hongrie en 2005 et la victoire 13-0 de l'équipe masculine contre l'Irlande en 1882.
L'Angleterre a été versée dans le Groupe A de l'Euro féminin 2022 en tant que pays hôte et a remporté chacun des matchs de la phase de groupe : 1-0 contre l'Autriche à Old Trafford à Manchester ; 8-0 contre la Norvège au Falmer Stadium à Brighton et Hove (un nouveau score record pour un championnat européen) ; et 5-0 contre l'Irlande du Nord au St Mary's Stadium à Southampton. En quart de finale, l'Angleterre est menée 0-1 par l'Espagne avant d'égaliser en fin de match pour s'imposer ensuite 2-1 en prolongation au Falmer Stadium. En demi-finale à Bramall Lane à Sheffield, elle a battu la Suède 4-0, le point culminant de ce match étant un but marqué par Alessia Russo d'une « roue arrière instinctive ».
Le 31 juillet 2022, l'Angleterre a battu l'Allemagne, détentrice du record de victoires dans la compétition, 2-1 en prolongation lors de la finale de l'Euro 2022 féminin au Stade de Wembley, le but à bout portant de Chloe Kelly à la 110e minute étant décisif après les buts inscrits dans le temps réglementaire par Ella Toone pour l'Angleterre, qui avait dans un premier temps permis à l'Angleterre de mener au score, et Lina Magull qui avait égalisé pour l'Allemagne. Il s'agissait du tout premier trophée majeur de l'équipe et du premier grand championnat international remporté par une équipe anglaise (masculine ou féminine) depuis 1966. La finale s'est jouée devant 87 192 personnes - un record d'affluence pour un match de championnat d'Europe masculin ou féminin, y compris en finale.
L'UEFA annonce le 26 octobre 2022 l'organisation de la Finalissima féminine 2023 opposant l'Angleterre, championne d'Europe 2022, au Brésil, vainqueur de la Copa América féminine 2022, le 6 avril 2023 au stade de Wembley à Londres, en Angleterre. Les Anglaises remportent cette première édition en s'imposant dans la séance de tirs au but (4-2), les deux équipes ne s'étant pas départagées dans le temps réglementaire (score de 1-1), avec un but d'Ella Toone à la 23e minute et une égalisation tout à la fin (90+3e minute) de la Brésilienne Andressa Alves.
Lors de la Coupe du monde 2023, les Lionesses ont remporté leur groupe en gagnant leurs trois matchs. L'Angleterre a ensuite battu le Nigeria, la Colombie et l'Australie lors des phases à élimination directe pour atteindre sa première finale de Coupe du monde, où elle s'est inclinée 1-0 face à l'Espagne,,.
En tant que tenante du titre, l'Angleterre a battu l'Espagne en finale de l'Euro 2025, remportant ainsi pour la première fois un grand tournoi à l'extérieur. Après avoir été menée d'un but, l'équipe a réussi à égaliser 1-1 dans le temps réglementaire, grâce notamment à plusieurs arrêts de la gardienne Hannah Hampton. Chloe Kelly, auteure du but victorieux lors de la finale de 2022, a délivré le centre qui a permis à Russo d'égaliser de la tête, puis a marqué le tir au but décisif, permettant à l'Angleterre de s'imposer 3-1 aux tirs au but. Selon la BBC, après avoir comblé quatre fois son retard, le thème du tournoi était que l'Angleterre était plus résistante que toutes les autres équipes.

## Stades
L'équipe nationale d'Angleterre n'a pas de stade résident. Tout comme la sélection masculine, l'équipe féminine dispute ses matchs à domicile dans différents stades à travers le pays.

## Résultats en compétition et classement mondial
La sélection anglaise prend part aux qualifications de deux grandes compétitions internationales. La Coupe du monde, mise en place en 1991 par la Fédération internationale de football association, réunit les meilleures nations mondiales et tous les continents y ont leurs représentants. Le Championnat d'Europe féminin de football, mis en place par l'Union des associations européennes de football, est un tournoi continental où seules les sélections européennes sont conviées. Il existe d'autres tournois d'importance moindre comme l'Algarve Cup et le Tournoi de Chypre.

### Palmarès
| Coupe du monde | Championnat d'Europe | Autres compétitions officielles                      |
| --- | --- | ---------------------------------------------------- |
| - Coupe du monde (7 participations) : - Finaliste : 2023 - 3e place : 2015 - 4e place : 2019 - Quarts de finale : 1995, 2007 et 2011. | - Championnat d'Europe (10 participations) : - Vainqueur (2) : 2022 et 2025 - Finale : 1984 et 2009. - Demi-finale : 1987, 1995 et 2017. - 1er tour : 2001, 2005 et 2013. | - Finalissima (1 participation) : - Vainqueur : 2023 |

### Parcours dans les compétitions internationales

#### Parcours en Coupe du monde

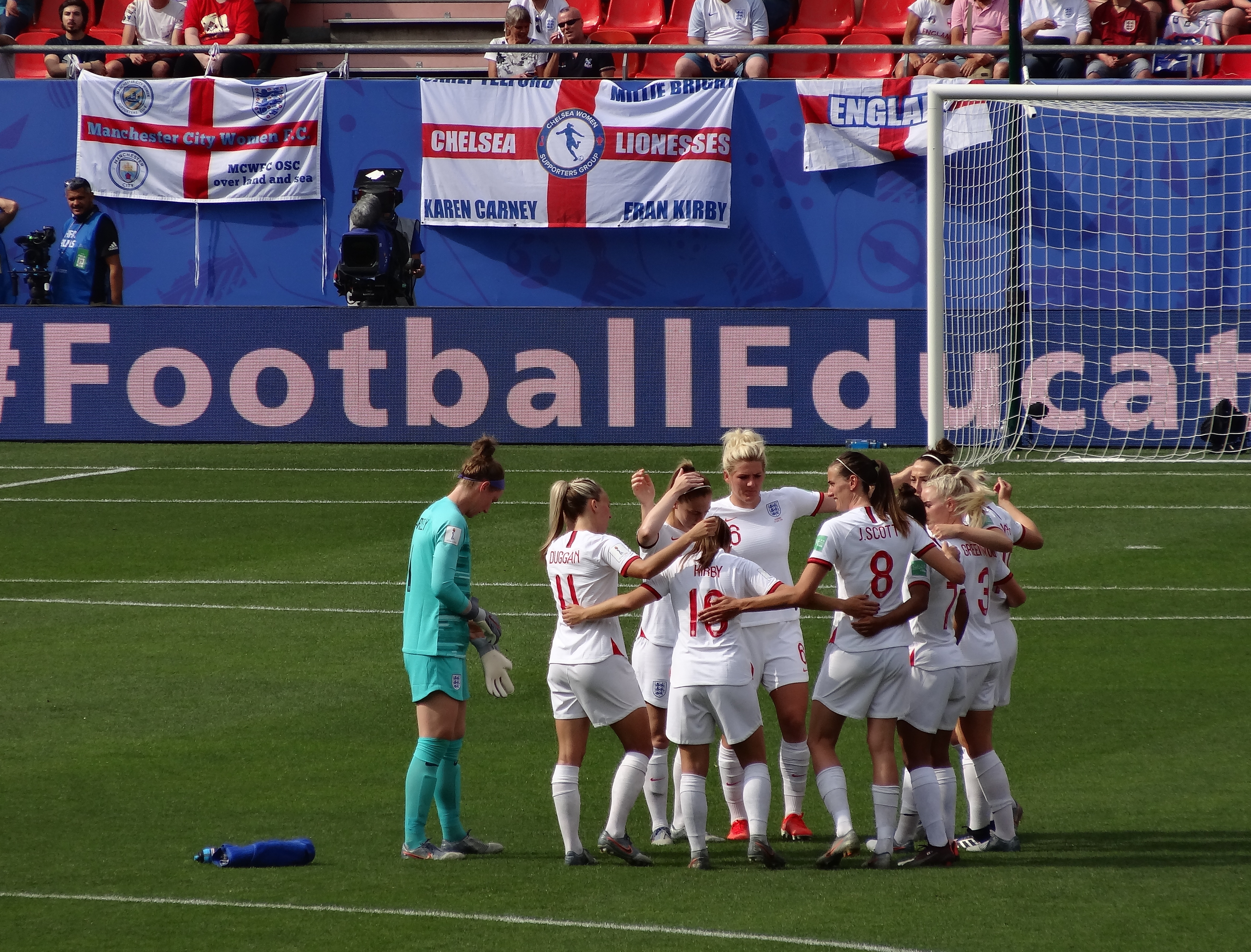
L'équipe durant le Mondial 2019.

L'Angleterre se qualifie pour sa première Coupe du monde en 1995 et atteint les quarts de finale. Elle réalise à deux autres reprises cette performance, en 2007 et 2011, les deux fois suivantes où elle dispute le tournoi final. En 2011, les Anglaises sont éliminées sans perdre un seul match. En effet, elles sont seulement vaincues par la France aux tirs au but après avoir concédé le match nul après prolongation (1-1, tab 4-3). En 2015, l'équipe anglaise gagne en huitième de finale (2-1) contre la Norvège, puis elle crée la sensation en battant le pays hôte, le Canada, sur le même score en quart de finale. En demi-finale, les joueuses anglaises perdent 2-1 contre le Japon, tenant du titre. L'Angleterre termine le tournoi sur une bonne note en s'imposant 1-0 durant la prolongation face à l'Allemagne lors du match pour la 3e place, ce qui lui permet de monter sur le podium et de signer sa meilleure performance en Coupe du monde. En 2019, l'Angleterre est une nouvelle fois demi-finaliste (quatrième place). En 2023, l'Angleterre se qualifie pour la première fois de son histoire pour la finale de la Coupe du monde, mais s'incline (0-1) face à l'Espagne, ce qui constitue son meilleur résultat dans la compétition.

#### Parcours en Championnat d'Europe
Le premier Championnat d'Europe officiel est organisé sous l'égide de l'UEFA et se déroule entre 1982 et 1984. L'Angleterre domine son groupe et accède jusqu'à la finale où elle s'incline aux tirs au but face à la Suède (0-1 et 1-0 ; tab 3-4). S'ensuit une quatrième place en 1987 avant trois éditions sans présence anglaise dans le dernier carré. En 1995, les Lionesses se hissent en demi-finale où elles sont battues par les futures championnes d'Europe allemandes. En 1997, les Anglaises ne se qualifient pas pour la phase-finale, puis échoue en phase de poule en 2001. Performance qu'elles répètent en 2005 alors que la compétition a lieu sur leur sol. En 2009, l'Angleterre joue sa seconde finale mais est à nouveau mise en échec, sévèrement corrigée par l'Allemagne. En 2013, le parcours s'arrête une nouvelle fois en phase de groupe, alors que huit des douze équipes présentes accèdent pourtant aux quarts de finale. En 2017, elles parviennent en demi-finale, où elles chutent face aux Pays-Bas, pays hôte de la compétition et futur champion d'Europe (0-3). L'édition 2022 voit l'Angleterre être sacrée sur ses terres à l'issue d'un parcours brillant, après avoir remporté toutes ses rencontres et pris sa revanche sur l'Allemagne, son bourreau 13 ans plus tôt, à nouveau en finale. Elle parvient à conserver son titre lors de l'édition 2025, en venant à bout de l'Espagne aux tirs au but en finale (1-1, 3 t.a.b. à 1), devenant la 2e nation européenne à enchaîner un second sacre consécutif dans la compétition après l'Allemagne.

#### Parcours aux Jeux olympiques d'été
Les règles de représentation des pays différent entre les Jeux olympiques d'été et la FIFA, l'équipe d'Angleterre n'est pas éligible pour jouer dans les compétitions de football aux Jeux olympiques. C'est l'équipe de Grande-Bretagne olympique qui participe aux JO d'été de 2012 organisés à Londres et a atteint les quarts de finale, un stade qu'elle atteint à nouveau pour sa 2e participation aux JO d'été de 2021.

#### Tournois non officiels
L'Angleterre participe d'abord aux éditions non-officielles de la Coupe d'Europe et de la Coupe du monde. Ensuite, l'équipe prend part à différents tournois annexes dont le Tournoi de Chypre, qu'elle remporte en 2009 et 2013.

### Classement mondial féminin de la FIFA
Le classement mondial féminin de la FIFA est mis en place le 16 juillet 2003 et est mis à jour tous les trois mois. Lors de l'instauration de ce classement, l'Angleterre pointe à la treizième place. Son meilleur classement est sixième en juillet 2011 à la suite de sa plus forte progression (+4 places). À l'opposé, sa plus mauvaise position est la quatorzième place, occupé en juin 2004 et de mars à septembre 2005. Depuis la création du classement mondial, la place moyenne de l'Angleterre est dixième. À la suite du Championnat d'Europe 2013 terminé au premier tour, elle passe ses seuls six mois sous cette moyenne depuis décembre 2008.
| Année              | 2003 | 2004 | 2005 | 2006 | 2007 | 2008 | 2009 | 2010 | 2011 | 2012 | 2013 | 2014 | 2015 | 2016 | 2017 | 2018 | 2019 | 2020 | 2021 | 2022 | 2023 | 2024 |
| ------------------ | ---- | ---- | ---- | ---- | ---- | ---- | ---- | ---- | ---- | ---- | ---- | ---- | ---- | ---- | ---- | ---- | ---- | ---- | ---- | ---- | ---- | ---- |
| Classement mondial | 13   | 14   | 12   | 12   | 10   | 10   | 8    | 10   | 8    | 8    | 11   | 6    | 5    | 5    | 3    | 4    | 6    | 6    | 8    | 4    | ?    | 4    |
| Classement Uefa    | 8    | 8    | 7    | 6    | 6    | 6    | 4    | 5    | 4    | 4    | 5    | 4    | 3    | 3    | 2    | 3    | 5    | 5    | 5    | 3    | ?    | ?    |

## Personnalités

### Sélectionneurs
Eric Worthington (en) devient, en 1972, le premier entraîneur de l'équipe d'Angleterre de football féminin. Tom Tranter (en) prend ensuite les commandes de l'équipe pour six ans.
En 1979, après un intérim de Mike Rawding (en), Martin Reagan (en) prend la gestion du groupe. Il emmène l'équipe en finale du premier Championnat d'Europe, en 1984, et remporte deux Mundialito (1985, 1988). Reagan est licencié à la suite de la lourde défaite (6-1 sur les deux matchs) infligée par l'Allemagne en éliminatoire de l'Euro 1991.
John Bilton (en) prend le relai jusqu'en 1993, lorsque la Fédération anglaise prend le contrôle de l'équipe après dissolution de la Women's Football Association. Nommé directeur technique pour le Nord de l'Angleterre en 1990, Ted Copeland (en) ajoute le rôle à temps partiel d'entraîneur de l'équipe d'Angleterre féminine à ses fonctions, trois ans plus tard. Il reste à ces deux postes jusqu'à sa démission en mars 1998 après avoir notamment mené l'équipe jusqu'en quart-de-finale de la Coupe du monde 1995. Dick Bate (en) assure l’intérim durant un match amical contre l'Italie en avril 1998 (défaite 2-1).

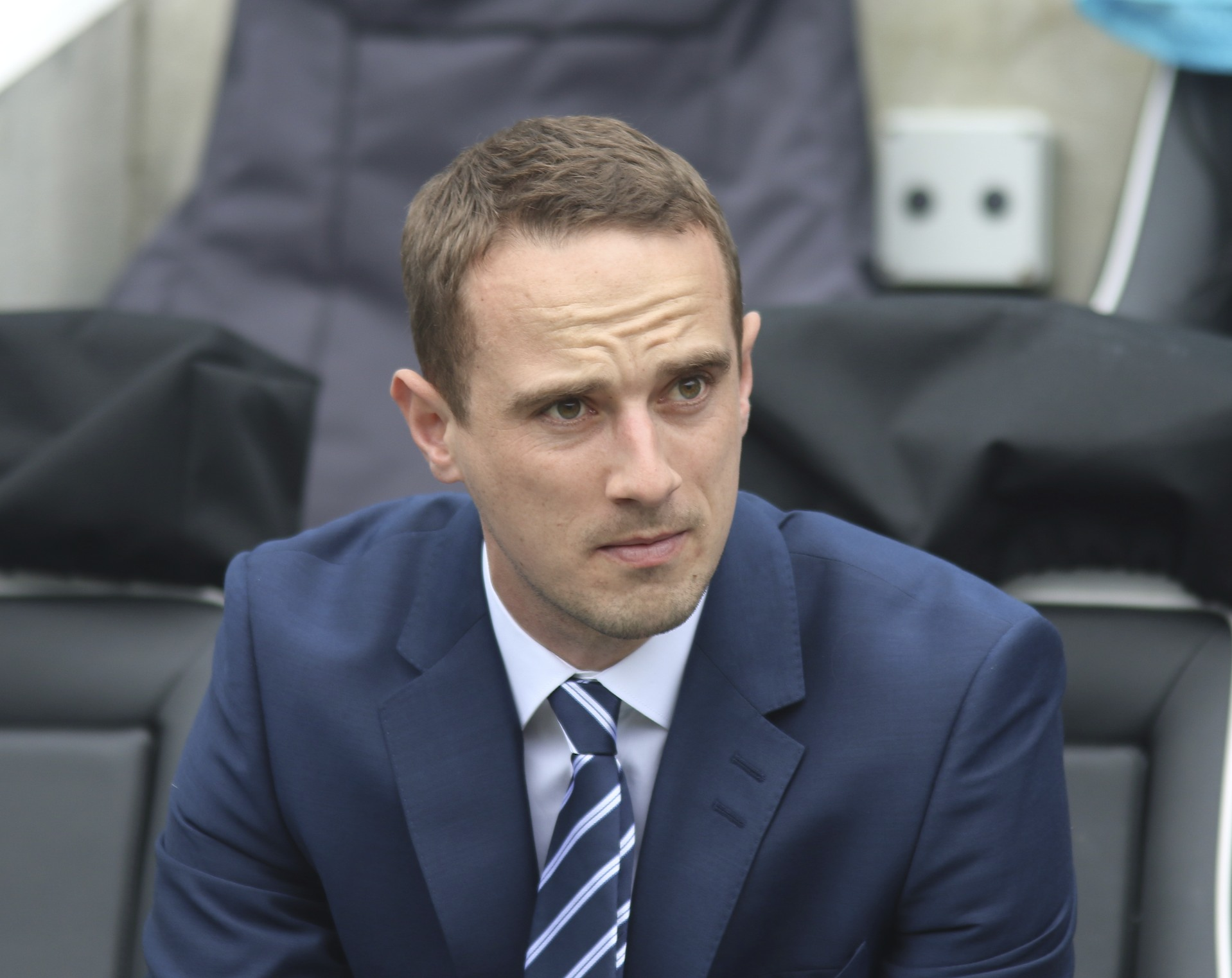
Mark Sampson (ici en avril 2014) prend la succession de Hope Powell en 2013.

Hope Powell arrive au poste de sélectionneuse à 31 ans, après avoir pris sa retraite de joueuse. Elle devient la plus jeune sélectionneuse de l'équipe d'Angleterre et la première à plein temps. Sous sa direction quatre équipes nationales jeunes de football féminin voient le jour et les joueuses s'entrainent tous les jours. Powell gère en plus les équipes féminines jeunes de moins de quinze à moins de 21 ans et schéma de développement des joueuses au sein des équipes nationales. En 162 matchs, Powell mène l'Angleterre lors de quatre phases finales européennes et deux quarts de finale de la Coupe du monde. Elle entraîne également l'équipe de Grande-Bretagne aux Jeux Olympiques 2012,.
La Fédération anglaise nomme à sa place Mark Sampson. Le Gallois fait ses armes au sein du Bristol Academy WFC, avec à son actif deux finales de Coupe d'Angleterre et manquant de peu le titre de champion national en 2013 face à des clubs au budget plus important. Sa mission : aider l'équipe d'Angleterre à se qualifier pour la Coupe du monde 2015, après un début de campagne prometteur sous la houlette du sélectionneur intérimaire Brent Hills (en) (4 victoires, 20 buts marqués et aucun encaissé).
Sarina Wiegman réussit la même performance avec l'Angleterre que lorsqu'elle dirigeait les Pays-Bas : Euro remporté à domicile suivi d'une finale malheureuse de Coupe du monde, échouant de peu à réaliser le doublé Euro-Coupe du monde ; les Pays-Bas ayant remporté l'Euro 2017 et perdu en finale du Mondial 2019 face aux États-Unis (0-2) tandis que l'Angleterre a été sacrée championne d'Europe en 2022, avant d'être finaliste malheureuse lors du Mondial 2023 face à l'Espagne (défaite 0-1). Elle devient la 3e entraîneuse à enchaîner 3 Championnats d'Europe consécutifs remportés avec le sacre anglais de 2025.
| Rang | Nom                   | Période   |
| ---- | --------------------- | --------- |
| 1    | Eric Worthington (en) | 1972      |
| 2    | Adams                 | 1973      |
| 3    | Tom Tranter (en)      | 1973-1979 |
| 5    | Sims                  | 1979      |
| 4    | Mike Rawding (en)     | 1979      |
| 6    | Martin Reagan (en)    | 1979-1990 |
| 7    | Barrie Williams (en)  | 1991      |

| Rang | Nom               | Période        |
| ---- | ----------------- | -------------- |
| 8    | John Bilton (en)  | 1991-1993      |
| 9    | Ted Copeland (en) | 1993-1998      |
| 10   | Dick Bate (en)    | 1998           |
| 11   | Hope Powell       | 1998-2013      |
| 12   | Brent Hills (en)  | 2013           |
| 13   | Mark Sampson      | 2013-2017      |
| 14   | Phil Neville      | 2018-jan. 2021 |
| 15   | Sarina Wiegman    | 2021-          |

### Joueuses remarquables
| Rang | Nom              | Matchs | Buts | Période   |
| ---- | ---------------- | ------ | ---- | --------- |
| 1    | Fara Williams    | 172    | 40   | 2001-2019 |
| 2    | Jill Scott       | 161    | 27   | 2006-2022 |
| 3    | Karen Carney     | 144    | 32   | 2005-2019 |
| 4    | Alex Scott       | 140    | 12   | 2004-2017 |
| 5    | Lucy Bronze      | 140    | 20   | 2013-     |
| 6    | Casey Stoney     | 130    | 6    | 2000-2018 |
| 7    | Rachel Yankey    | 129    | 19   | 1997-2013 |
| 8    | Steph Houghton   | 121    | 13   | 2007-2021 |
| 9    | Gillian Coultard | 119    | 30   | 1981-2000 |
| 10   | Kelly Smith      | 117    | 46   | 1995-2014 |

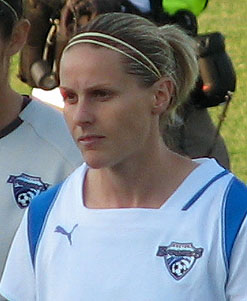
Kelly Smith, membre de la sélection entre 1995 et 2015

Repérée à l'âge de treize ans, Gillian Coultard est mise dans les sessions de formation nationale féminine et fait ses débuts en équipe d'Angleterre à 18 ans. Coultard devient l'un des piliers de l'équipe nationale et participe à quatre Championnats d'Europe au cours des années 1980 et 1990. Jouant au milieu de terrain, elle joue les demi-finales à deux reprises et est finaliste en 1984. Son couronnement au niveau international est sa participation à la Coupe du monde 1995. Elle marque les deux premiers buts anglais dans l'histoire de cette compétition contre le Canada (victoire 3-2). Coultard est aussi la première joueuse à marquer pour l'équipe nationale féminine dans le nouveau stade de Wembley, l'un de ces trente buts avec les Lionesses. Gillian Coultard est la première femme à passer la barre des cent sélections. Son dernier match avec l'Angleterre est la victoire 1-0 contre la Suisse en mai 2000. Avec 119 sélections internationales, elle était la joueuse anglaise la plus capée mais aussi le second international le plus capé derrière Peter Shilton et ses 125 matchs en équipe masculine. Maintenant la tenante est Fara Williams, avec 172 capes.
Voir aussi : Hope Powell, Faye White et Mary Phillip.

## Couleurs

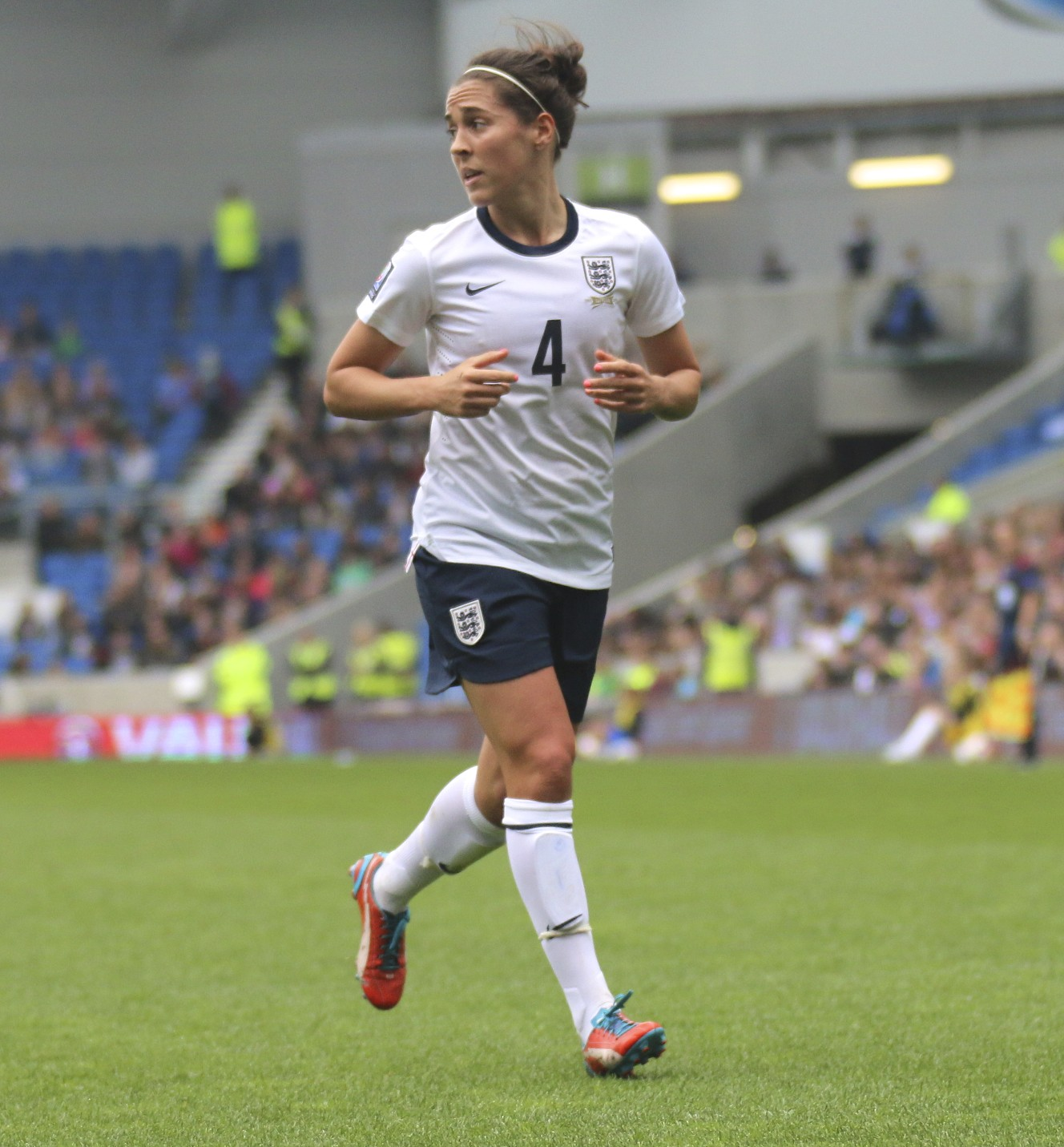
Fara Williams avec la tenue traditionnelle.

La tenue de la sélection nationale féminine anglaise se compose d'un maillot blanc brodé d'une rose rouge, d'un short blanc ou noir et de chaussettes blanches, suivant en cela la tradition de l'équipe masculine. Les couleurs de la tenue extérieure de l'équipe d'Angleterre sont constituées tout de rouge. 

## Popularité
Lors du Championnat d'Europe 2005 organisé en Angleterre, la BBC diffuse les trois matches de groupe des anglaises et plus de 3,5 millions de téléspectateurs regardent le troisième et dernier match de la nation organisatrice, soit 20 % de l'audience britannique un samedi soir,.